# Sorcery!
Sorcery!, alternativ auch Steve Jackson’s Sorcery!, ist ein vom britischen Studio Inkle entwickeltes Adventure mit Rollenspielelementen und zugleich eine Softwareumsetzung der vierbändigen Spielbuch-Reihe Analand-Saga des britischen Autors Steve Jackson. Ursprünglich wurde jedes Buch einzeln unter der Bezeichnung Sorcery! Part 1 bis Part 4 umgesetzt und zwischen 2013 und 2016 für iOS, Android und Windows veröffentlicht. Später folgten mit dem Untertitel The Complete Collection auch erstmalige Veröffentlichungen als vollständige Sammlung für PlayStation 4, Xbox One, Xbox Series und Switch.

## Beschreibung
Die Vorlage zu den zunächst vier eigenständigen Veröffentlichungen von Sorcery! liefern die von Steve Jacksons verfassten vier Bände der Analand-Saga aus der Spielbuch-Reihe Fighting Fantasy, bestehend aus:
- 1: The Shamutanti Hills (dt. Buchtitel: Der Abenteurer aus Analand)
- 2: Kharé: Cityport of Traps (dt. Buchtitel: Die Fallen von Kharé)
- 3: The Seven Serpents (dt. Buchtitel: Die Sieben Schlangen)
- 4: The Crown of Kings (dt. Buchtitel: Die Krone der Könige)

Die übergreifende Rahmenhandlung ist vergleichsweise stereotypisch: Ein böser Erzmagier hat die magische Krone der Könige, die den Frieden im Reich garantiert, in seinen Besitz gebracht. Es bedarf daher eines Helden – dem Spieler – der ihm dieses Artefakt wieder entreißt und den Frieden wiederherstellt. Teil 1 behandelt die Reise des Helden ausgehend vom friedliebenden Königreich Analand durch die Hügellande von Kakhabad (engl. Shamutanti Hills) bis zur Hafenstadt Kharé, die genau an einer Engstelle für die Reise gen Norden liegt. In Teil 2 ist der Held dort zunächst gestrandet, da die Nordtore der Stadt geschlossen wurden. Daher gilt es die Ursachen für die Schließung aufzudecken und einen Weg aus der Stadt herauszufinden. In Teil 3 stößt der Held in den Ebenen der Baklands auf sieben Schlangen, die der böse Erzmagier ausgesandt hat, um den Helden am Vordringen in sein Refugium zu hindern. Dessen Ziel ist nun die Vernichtung der sieben Schlangen, wofür er jedoch erst ihre Verstecke und ihre Schwachpunkte in Erfahrung bringen muss. Im vierten Teil erreicht der Held die im Gebirgszug der High Xamen gelegene Feste Mampang, wo es gilt, den Erzmagier in seiner Zitadelle zu stellen und zu besiegen.
Sorcery! setzt seine Buchvorlagen detailliert um, d. h. es gibt dem Spieler die Erzählung in Form von Bildschirmtexte vor, die ihn an vorgegebenen Stellen zu gewissen Entscheidungen (z. B. Antwortmöglichkeiten) auffordern, durch die sich die Erzählung verzweigt und zu anderen Handlungsverläufen führen kann. Der Verlauf der Reise ist wie im Buch linear und einmal getroffenen Entscheidungen sind im selben Spielverlauf nicht mehr revidierbar. Allerdings bietet die Softwareumsetzung eine Zurückblätter-Funktion, um an frühere Entscheidungen zurückzuspringen und von diesem Punkt aus erneut zu beginnen. Erweitert wird die textliche Spielbuch-Erfahrung durch die Darstellung des Reiseverlaufs auf einer mit 3D-Relief verzierten Landkarte und die Unterlegung von Erzählabschnitten mit einer Ambient-Klangkulisse und bisweilen illustrierenden Artworks. Kämpfe werden durch ein interaktives, rundenbasiertes System simuliert, in dem der Spieler den Energieaufwand seiner Attacke festlegen kann. Der Gegner tut dies im Verborgenen ebenfalls und nach Vergleich der beiden Werte landet die Figur mit dem höheren Energiewert einen Treffer. Begrenzt wird die verfügbare Angriffsenergie durch eine Ausdauerleiste, die sich mit jedem Angriffsmanöver allmählich leert. Durch den Einschub eines Blockmanövers kann sie wieder gefüllt und der währenddessen erlittene Schaden auf ein Minimum begrenzt werden. Neben klassischem Nahkampf können zudem andere Hilfsmittel wie Magie oder Gegenstände eingesetzt werden. Um den nächsten Zug des Gegners ein wenig abschätzen zu können, gibt es  auch für den Kampf Textbeschreibungen, aus denen Ableitungen für die eigene Vorgehensweise getroffen werden können.
Der Spieler kann seinen Helden bei erfolgreichem Abschluss eines Abenteuers in den nächsten Abschnitt übernehmen, wobei er von der Mitnahme bereits gefundener Gegenstände profitiert. Er kann aber auch in jedes der vier Abenteuer direkt einsteigen und zu Beginn einen neuen Helden erstellen lassen, der dann mit einer Standardausrüstung beginnt. Die Spielerfigur hat mit Ausnahme des zu Anfang wählbaren Geschlechts ansonsten keinerlei Attribute oder variablen Fähigkeiten.

## Rezeption
Die Einzelveröffentlichungen von Sorcery! erhielten zum Zeitpunkt ihres Erscheinens meist positive Bewertungen, insbesondere wegen ihrer Textqualität und der darum aufgebauten visuellen Umsetzung.

“Sorcery! relies on the often-ignored power of strong writing, and it’s better for doing so. It’s a prime example of what can happen when traditional storytelling gets along with contemporary game design. Sometimes leaving the flashiness of an adventure to our imagination is a better tool than cutscenes and surround sound.”

„Sorcery! verlässt sich auf die oft ignorierte Wirkmacht starker Texte, und das ist besser so. Es ist ein Paradebeispiel dafür, was passieren kann, wenn sich traditionelles Storytelling und modernes Spieldesign vertragen. Manchmal ist es besser, den Reiz eines Abenteuers unserer Vorstellungskraft zu überlassen als Zwischensequenzen und Surround-Sound.“

„Ihr habt ein Faible für Fantasy und mögt Spielbücher wie ‚Einsamer Wolf‘ & Co? Dann führt kein Weg an Sorcery! vorbei. Auch wenn die Story plump beginnt und viele Klischees der Fighting Fantasy bedient: Das ist ein edles Lese-Erlebnis und gleichzeitig ein Rollenspiel mit Entscheidungen und Konsequenzen. Ich habe mir bereits einige Spielbücher im AppStore angeschaut, darunter auch das gute House of Hell (Tin Man Games), aber keines kommt an die besondere Atmosphäre dieses Abenteuers heran: Vor allem die wunderschöne Weltkarte, das dynamische Kampfsystem mit taktisch relevanten Beschreibungen, das angenehm rätselhafte Magiesystem sowie die stimmungsvolle Präsentation machen Sorcery! zum bisher besten, weil clever modernisierten digitalen Spielbuch.“

Das Online-Magazine Rock Paper Shotgun kürte Sorcery! 1 – 4 im Jahr 2016 zu seinem besten Rollenspiel des Jahres.
Zum Zeitpunkt der Veröffentlichungen für Spielkonsolen ab 2022 kamen aber auch vermehrt gemischte Rezensionen hinzu. Während die erzählerischen Inhalte weiterhin positiv bewertet wurden, gab es Kritik an der technischen Umsetzung und fehlenden Überarbeitung der Spiele für die neuen Plattformen.

„Steve Jackson’s Sorcery! […] stellt eine liebevolle Hommage an die analogen Anfänge interaktiver Geschichten dar und bereitet diese mit bemerkenswerter Sorgfalt und hohem Sachverstand für moderne digitale Medien auf. Wenngleich vergleichbare Spiele wie The Life and Suffering of Sir Brante, 80 Days, Overboard und vor allem natürlich Disco Elysium in den letzten Jahren das gleiche zugrundeliegende Konzept in spielerischer Hinsicht gleich mehrere Schritte weiter gedacht haben, hat Sorcery! in den knapp zehn Jahren seit seiner Erstveröffentlichung für Handys auf erstaunliche Weise nichts von seiner Klasse eingebüßt.“

“It's a shame. It all adds up to a feeling of missed opportunity, that this was a chance to really polish the Sorcery! games up for an audience that didn't notice them the first time around. An opportunity to harness some of the technological advancements made in the near-decade since the series began and give it a proper second chance. There's still a lot to like, and the games have aged remarkably well, but they are undeniably old and mobile, and the port doesn't do much to change that.”

„Es ist eine Schande. Man bekommt den Eindruck einer verpassten Gelegenheit, der Chance, die Sorcery!-Spiele für ein Publikum aufzupolieren, das sie bei Erstveröffentlichung nicht wahrgenommen hat. Eine Gelegenheit, einige der technologischen Fortschritte zu nutzen, die in den fast zehn Jahren seit Beginn der Serie gemacht wurden, und ihr so eine zweite Chance zu geben. Es gibt immer noch viele positive Aspekte und die Spiele sind bemerkenswert gut gealtert, aber sie sind unbestreitbar alt und erkennbar für mobile Endgeräte, und die Portierung tut nicht viel, um das zu ändern.“